# Phyllanthus casticum
Phyllanthus casticum är en emblikaväxtart som beskrevs av P.Willemet. Phyllanthus casticum ingår i släktet Phyllanthus och familjen emblikaväxter.

## Underarter
Arten delas in i följande underarter:
- P. c. casticum
- P. c. kirganelia